# Jai alai
Jai alai é um esporte que consiste em lançar uma bola numa quadra fechada com a ajuda de uma cesta de vime portátil e a bola atinge altas velocidades. É uma variação da Pelota Basca. O termo Jai alai foi criado por Serafin Baroja em 1875. Também é frequentemente jogado no frontão (quadra de parede aberta) onde as partidas acontecem. O jogo, cujo nome significa "festa alegre" em basco, é chamado de cesta-punta ("ponta da cesta") no País Basco. O esporte é praticado em todo o mundo, especialmente na Espanha e na França, e em países da América Latina.

## Regras e costumes

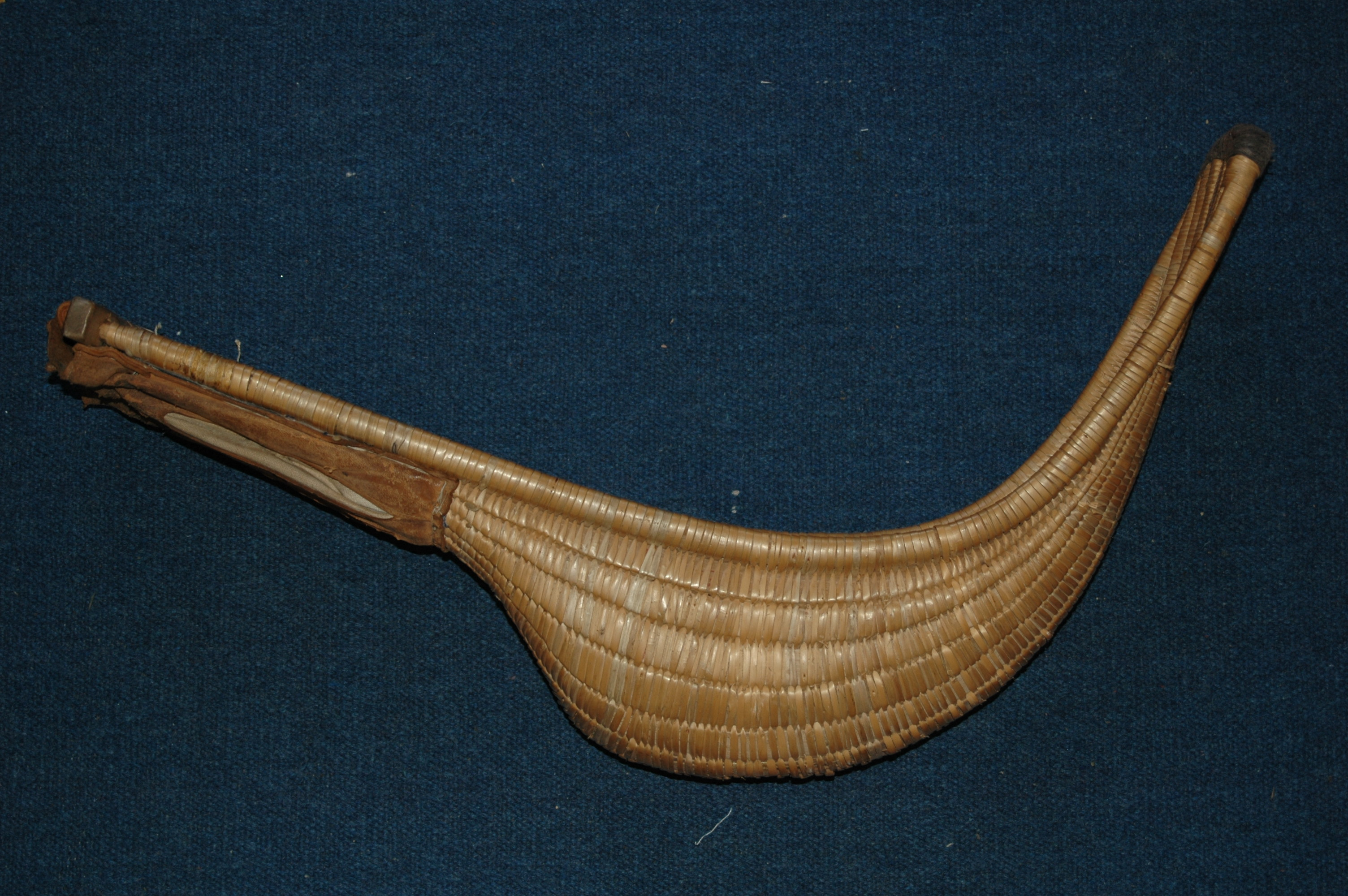
Xistera longa

A quadra de jai alai é composta de paredes na frente, atrás e à esquerda, com o chão entre elas. Quando a bola toca o chão fora dessas paredes, ela será considerada fora de quadra.
A quadra é dividida por 14 linhas paralelas que atravessam horizontalmente a quadra, com a linha 1 mais próxima da parede frontal e a linha 14 da parede traseira. Em duplas, cada equipe é composta por um jogador de ataque e um jogador de defesa. O jogo começa quando o jogador da linha de frente do primeiro time joga a bola para o segundo time. O vencedor de cada ponto fica na quadra para enfrentar a próxima equipe no rodízio. Os perdedores vão para o final da fila para aguardar outra vez na quadra. A primeira equipe a marcar 7 pontos (ou 9 em jogos de apostas) vence. As próximas pontuações mais altas recebem as posições "place" (segundo) e "show" (terceiro), respectivamente. As competições eliminatórias decidem pontuações empatadas.
Um jogo jai alai é jogado no formato round robin, geralmente entre oito equipes de dois jogadores cada ou oito jogadores individuais. A primeira equipe a marcar 7 ou 9 pontos ganha o jogo. Duas das oito equipes estão em quadra para cada ponto. O sacador de uma equipe deve lançar a bola atrás da linha de saque e, em seguida, com a xistera (cesta) arremessá-la em direção à parede frontal de modo que salte de lá para entre as linhas 4 e 7 no chão. A bola está então em jogo. A bola usada no jai alai é feita à mão e consiste em fios de metal firmemente enrolados e depois envoltos em pele de cabra. As equipes alternam pegar a bola em sua cesta (também feita à mão) e jogá-la "em um movimento fluido" sem segurá-la ou fazer malabarismos. A bola deve ser pega na hora ou depois de quicar uma vez no chão. Uma equipe marca um ponto se um jogador adversário:
- falha em sacar a bola diretamente para a parede frontal de modo que, no rebote, ela salte entre as linhas nº 4 e 7. Caso contrário, é um saque abaixo ou acima e o outro time receberá o ponto.
- não consegue pegar a bola na hora ou depois de um salto
- segura ou faz malabarismos com a bola
- arremessa a bola para fora dos limites
- interfere com um jogador tentando pegar e lançar a bola

A equipe que marca ponto permanece na quadra e a equipe adversária gira para fora da quadra até o último adversário jogar. Os pontos geralmente dobram após a primeira rodada de jogo, uma vez que cada equipe jogou pelo menos um ponto. Quando um jogo é jogado com pontos dobrados após a primeira rodada, isso é chamado de pontuação "Spectacular Seven".
Os jogadores frequentemente tentam uma tacada tosca, onde a bola é jogada bem alta na parede frontal e, em seguida, a bola atinge a parte inferior da parede de trás. A bola recai muito baixa na parte inferior da parede do fundo, sendo muito difícil devolver a bola nessa situação.
Como não há parede no lado direito, todos os jogadores de jai alai devem jogar com a mão direita (usar a cesta na mão direita), pois o giro de um arremesso com a mão esquerda enviaria a bola para o lado direito aberto.
O governo basco promove o jai alai como "o esporte mais rápido do mundo" por causa da velocidade da bola. O esporte já deteve o recorde mundial de velocidade da bola com um 125-140g bola coberta com pele de cabra que viajou a 302km/h (188mph), realizada por José Ramón Areitio em Newport, Rhode Island Jai Alai, até ser quebrada pelo canadense 5 vezes campeão de longa distância Jason Zuback em um episódio de 2007 do Sport Science com uma velocidade de bola de golfe de 328 km/h (204 mph).
O esporte pode ser perigoso, pois a bola atinge altas velocidades. Isso ocasionou lesões que fizeram jogadores se aposentarem e mortes foram registradas em alguns casos.

## Indústria

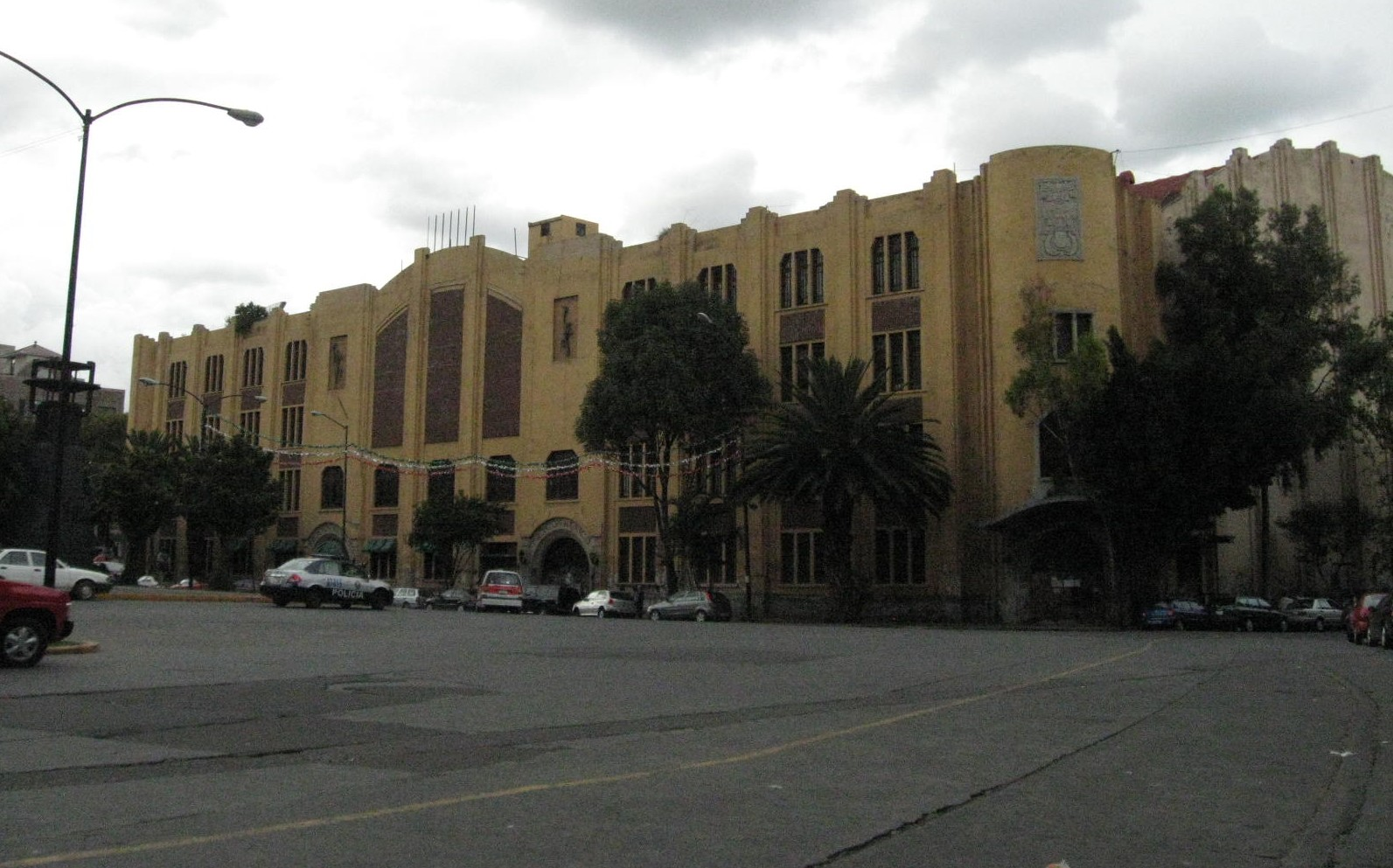
Jai alai arena na Cidade do México, perto do Monumento à Revolução.

Jai alai é um esporte popular nos países latino americanos e nas Filipinas devido à sua influência hispânica. Foi um dos dois esportes jogados na Europa, sendo o outro a corrida de cavalos, nas cidades chinesas semi coloniais de Xangai e Tianjin, e foi fechado após a vitória comunista lá. A arena jai alai na antiga concessão italiana de Tianjin foi então confiscada e transformada em um centro recreativo para a classe trabalhadora da cidade.

### As Filipinas
Jai Alai foi jogado em Manila no Edifício Manila Vai Alai, um dos edifícios Art Déco mais importantes da Ásia que foi demolido em 2000 pelo governo da cidade de Manila. No início de 1986, jai alai foi banido em todo o país por causa de problemas com a fixação do jogo. No entanto, jai alai voltou ao país em março de 2010. Em 2011, o jai-alai foi brevemente fechado na província de Pangasinan quando foi descoberto que tinha ligações com o jogo ilegal de azar, mas foi retomado após uma ordem judicial.

### Estados Unidos

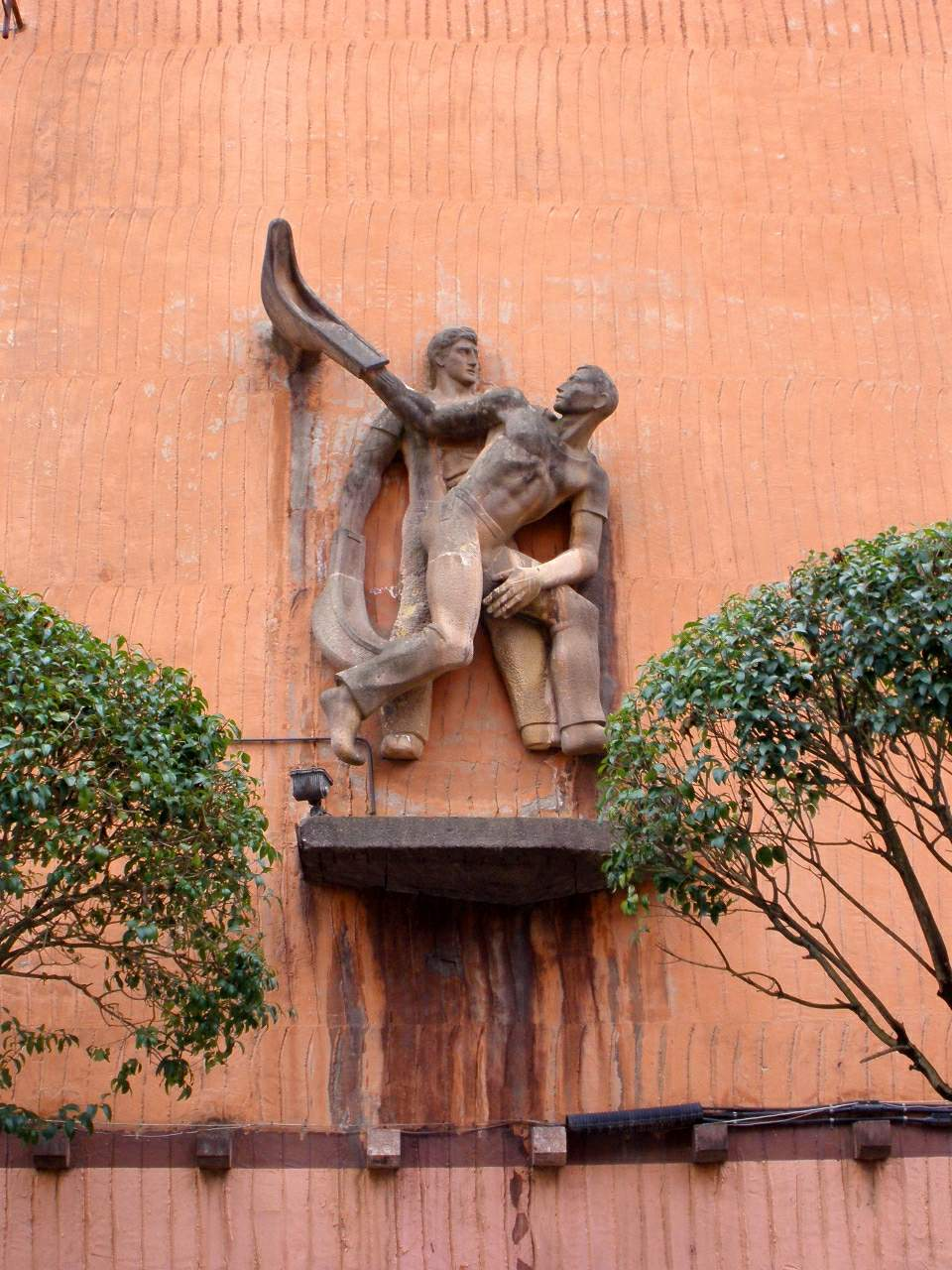
Guernica Fronton, País Basco, Espanha

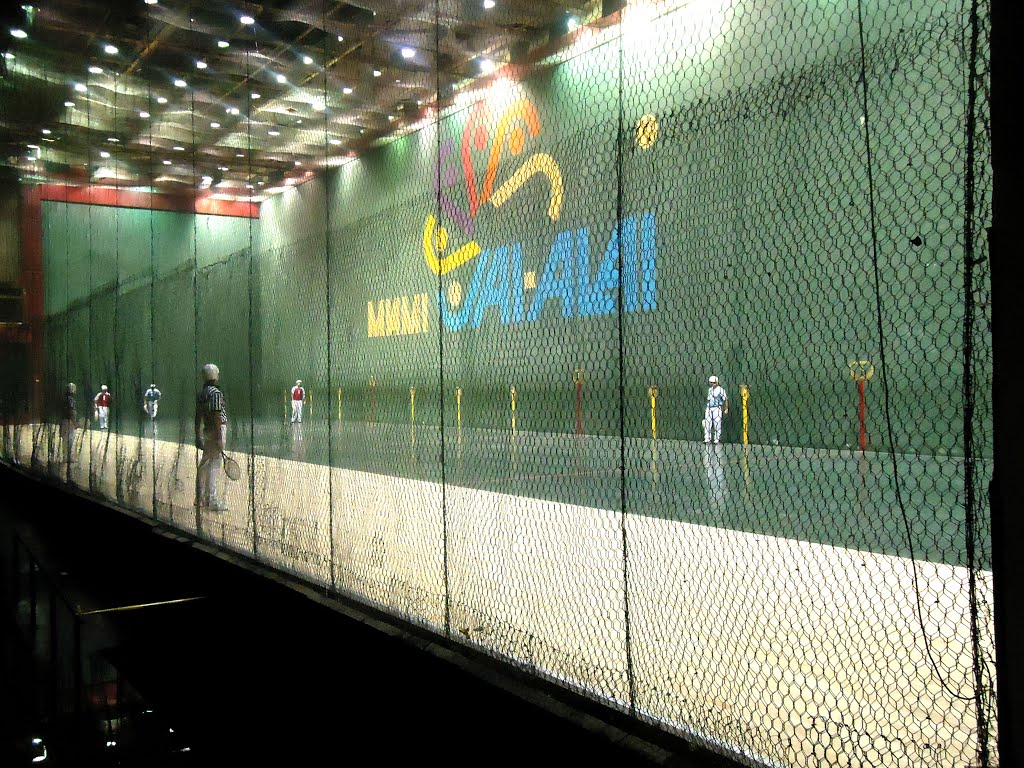
Miami Jai Alai fronton, construído em 1926 e conhecido como "The Yankee Stadium of Jai Alai"

Nos Estados Unidos, jai alai desfrutou de alguma popularidade como alternativa de jogo às corridas de cavalos corrida de galgos e corridas de arreios e foi particularmente popular na Flórida e em Connecticut, onde o jogo foi usado como base para apostas de Parimiutuel . A Flórida em um ponto tinha pelo menos seis frontões em todo o estado: Dania Beach, Fort Pierce, Jasper, Casselberry, Miami e Reddick . No entanto, apenas 1 frontão permanece aberto.
O primeiro jai alai fronton nos Estados Unidos estava localizado em St. Louis, Missouri, operando na época da Feira Mundial de 1904. O primeiro fronton na Flórida foi inaugurado no Hialeah Race Course perto de Miami em 1924. O fronton foi realocado para seu local atual em Miami, perto do Aeroporto Internacional de Miami . O Miami Jai-Alai Fronton foi o maior do mundo com público recorde de 15.502 pessoas em 27 de dezembro de 1975. e Dania Jai Alai que encerrou em novembro de 2021. Instalações sazonais foram localizadas em Fort Pierce, Ocala e Hamilton. O frontão Tampa Jai Alai foi inaugurado em 1952 e operou até 1998. Licenças inativas de jai alai também foram localizadas em Tampa, Daytona Beach, West Palm Beach e Quincy. Um frontão da Flórida, em Melbourne, foi convertido de jai alai para corrida de galgos, embora tenha fechado posteriormente.
Frontons profissionais de Jai-Alai não existem mais no nordeste e oeste dos Estados Unidos, diminuindo à medida que outras opções de jogo se tornaram disponíveis. Em Connecticut, frontons em Hartford e Milford fecharam permanentemente, enquanto o fronton em Bridgeport foi convertido em uma pista de corrida de galgos, que também foi fechada posteriormente. Em 2003, o fronton em Newport Jai Alai em Newport, Rhode Island, foi convertido em Newport Grand, uma máquina caça-níqueis e terminal de vídeoloteria, que fechou permanentemente em agosto de 2018.
Jai alai desfrutou de uma breve e popular temporada em Las Vegas com a abertura de um frontão no MGM Grand Hotel and Casino; no entanto, no início dos anos 1980, o fronton estava perdendo dinheiro e foi fechado pelo proprietário do MGM Grand, Kirk Kerkorian. O MGM Grand em Reno também exibiu jai alai por um período muito curto (1978–1980).
Após a temporada de 1968, os jogadores voltaram para casa e ameaçaram não voltar, a menos que os proprietários melhorassem suas condições de trabalho. Os proprietários, no entanto, ofereceram os mesmos termos e começaram a contratar jogadores inexperientes em vez de estrelas de classe mundial. O público não notou a mudança. Greves posteriores foram aplacadas com aumentos salariais. 
Em 1988–1991, a International Jai-Alai Players Association realizou a greve mais longa do esporte profissional americano . Os proprietários os substituíram por americanos criados localmente, enquanto os grevistas fizeram piquetes nas quadras por anos. Os jogadores, 90% deles bascos, sentiram-se inseguros, submetidos à vontade de seus patrões. A Espanha não era mais um país pobre e conservador e a nova geração de jogadores foi influenciada pelo nacionalismo basco de esquerda. A greve terminou com um acordo. Enquanto isso, os cassinos nativos americanos e as loterias estaduais surgiram como uma alternativa às apostas jai-alai.
Em um esforço para evitar o fechamento de frontons na Flórida, o Legislativo do Estado da Flórida aprovou o HB 1059, um projeto de lei que mudou as regras relativas à operação e apostas de pôquer em uma instalação de Pari-Mutuel, como um jai alai fronton e um galgo e corrida de cavalos. acompanhar. O projeto tornou-se lei em 6 de agosto de 2003. Em meados do século XX, os jogos podiam atrair 5.000 espectadores, número que caiu para apenas 50 em 2017.

#### Jai-alai amador
Embora o esporte esteja em declínio na América há vários anos, a primeira instalação de uma quadra pública para jai alai amador foi construída nos Estados Unidos em 2008, em São Petersburgo, Flórida, com apoio da cidade e com financiamento privado de Jeff Conway (Laca).
Além da quadra para amadores em São Petersburgo, a American Jai-Alai Foundation oferece aulas. Seu presidente, Victor Valcarce, foi pelotari do Dania Jai-Alai (MAGO) e foi considerado o melhor jogador de "pelota de goma" (bola de borracha) do mundo. Patrocinado em North Miami Beach, Flórida, que já foi propriedade da World Jai-Alai como uma escola que, em 1972, produziu o maior pelotari americano, Joey Cornblit.
Durante o final dos anos 1960, além do Norte de Miami Amador, pelo menos uma outra quadra amadora do Amador Internacional Jai-Alai no Sul de Miami jogadores profissionais surgiram no World Jai-Alai, considerado o primeiro pelotari americano que se tornou profissional em 1968 e desfrutou de uma longa carreira. Na década de 1970 e no início da década de 1980, o Jai-Alai de Orbea em Hialeah apresentava quatro quadras cobertas. Duas das quadras jogadas com bolas de borracha dura ("pelota de goma") eram mais curtas do que uma quadra padrão (75 e 90 pés (23 e 27m), respectivamente) e utilizados para treinamento de jogadores e ligas amadoras. Além disso, duas quadras foram disputadas com a pelota regulamentar (bola dura / "pelota dura"), uma curta de comprimento (115 pés (35 m)) e um comprimento regulamentar (150 pés (46 m)). A Orbea também vendeu equipamentos como cestas e capacetes. 
Jogadores aposentados visitaram e jogaram, bem como amadores altamente qualificados, profissionais de Miami Jai-Alai e vários outros frontões profissionais que operavam na época. As contribuições das quadras amadoras de South Miami, North Miami, Orbea e, mais tarde, de Milford para o que geralmente é considerada a era de ouro do jogador amador de jai-alai e do esporte nos Estados Unidos são impressionantes. No final dos anos 1980, pelo menos uma outra quadra amadora foi construída em Connecticut. 
Dania Jai Alai tem um  "Hall da Fama" que documenta os melhores jogadores de ataque e defesa. 